# Цинко Павло Максимович
Цинко Павло Максимович (псевдо.: «Циган»; нар.1921, с.Вільгір, нині Гощанський район, Рівненська область — пом. осінь 1943, с. Янкевичі, нині Іваничі, Костопільський район, Рівненська область) — український військовик, старшина полку ім. Холодного Яру, сотенний УПА.

## Життєпис
Павло Цинко народився у селі Вільгір Гощанського району Рівненської області.
Влітку 1941 року Павло Цинко старшина полку Українського війська ім. Холодного Яру в Рівному. У 1943 році —– командир сотні 1-ї групи УПА ВО «Заграва», згодом сотня належала до загону ім. Хмельницького а потім до Загону УПА «Хвастівський». 

## Бойовий шлях
12 травня 1943 сотня УПА «Цигана» влаштувала засідку поблизу села Янкевичі (тепер Іваничі) Костопільського району Рівненської області на групу німців, польських поліцаїв і угорців, які поверталися після продовольчої вилазки (пограбування) в українські села, в результаті чого були повернуті всі відібрані у селян продукти.
14 травня 1943 року його сотня вкупі з сотнею «Бурі» (сотенний Регеза Олександр Петрович) врятували населення с. Велика Любаша від його повного знищення німецькими карателями. В процесі бою бійці УПА спалили близько 11 німецьких авто та знищили 35 карателів.